# .com
.com er et generisk topdomæne, der er reserveret til kommercielle virksomheder.
Domænet blev oprettet i 1985.